# 徐祥 (永樂進士)
薛預，廣東万州（在今海南省）人，明朝政治人物。
永樂十六年（1418年）戊戌科進士，授歙县知县。